# Natriumbisulfat
Natriumbisulfat, også kendt som natriumhydrogensulfat, er natriumsaltet af bisulfatanionen med molekylformlen NaHSO4. Natriumbisulfat er et syresalt dannet ved delvis neutralisering af svovlsyre med en ækvivalent af natriumbase, typisk enten i form af natriumhydroxid eller natriumchlorid. Det er et tørt granulært produkt, som kan transporteres sikkert og opbevares. Den vandfri form er hygroskopisk. Opløsninger af natriumbisulfat er sure, med en 1 M opløsning med en pH på omkring 1.
| Kemi | Spire Denne artikel om kemi er en spire som bør udbygges. Du er velkommen til at hjælpe Wikipedia ved at udvide den. |